# Première circonscription de Seqe
La première circonscription de Seqe est une des 121 circonscriptions législatives éthiopiennes de l'État fédéré des nations, nationalités et peuples du Sud, elle se situe dans la zone Hadiya. Son représentant actuel est Zerihun Tagese Habdolo.